# Camilo Castelo Branco
Camilo Castelo Branco (Lisbona, 16 marzo 1825 – São Miguel de Seide, 1º giugno 1890) è stato uno scrittore portoghese, autore di oltre 260 opere, tra novelle, commedie, saggi e romanzi.

## Biografia

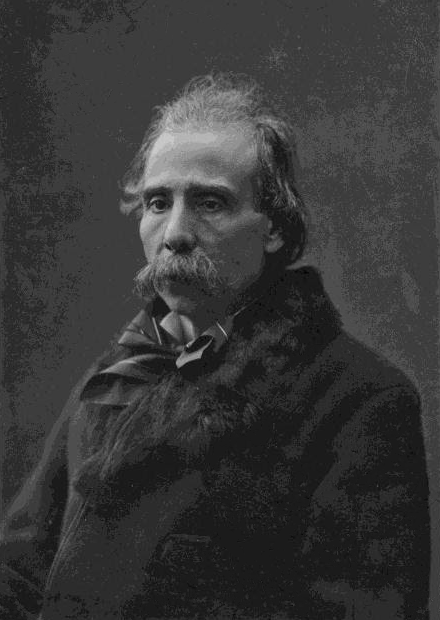
Camilo Castelo Branco nel 1882

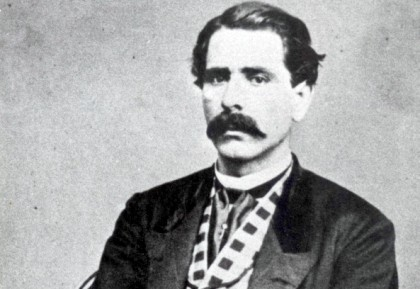
Camilo Castelo Branco nel 1850

Camilo Castelo Branco rimase orfano dall'infanzia e trascorse i suoi primi anni presso un villaggio del Trás-os-Montes, dove venne educato dagli zii alla cultura classica. All'età di tredici anni fu posto in un seminario cattolico vicino a Vila Real, ove ricevette una formazione ecclesiastica d'impronta ultraconservatrice, la quale ne segnerà le idee per il resto dell'esistenza.
Durante la sua adolescenza si appassionò alla lettura delle opere di Luís de Camões, del preromantico Manuel Maria Barbosa de Bocage la cui opera e vita vivificarono in lui una naturale predisposizione all'avventura. Appena sedicenne, infatti, volle sposarsi e mise al mondo una bambina, che rapidamente abbandonò. Nel 1845 si iscrisse ai corsi universitari di medicina e teologia a Porto e Coimbra, poi interrotti e mai portarti a termine.
Decise tre anni dopo di avviare l'attività letteraria pubblicando le sue prime novelle sulla stampa periodica , elaborando satire e liriche per ulteriori raccolte, accompagnate dalla stesura di romanzi feulleton, quali Mistérios de Lisboa  e Livro negro do Padre Dinis, che ne consacrarono la fama presso ogni ceto sociale. Redasse inoltre una serie di volumi a sfondo religioso, traducendo, più volte, le opere maggiori di François-René de Chateaubriand; polemizzò contro Renan per la sua "Vita di Gesù", introdotta a tambur battente nel 1864 in Portogallo dai circoli progressisti.
Contemporaneamente agli esordi letterari, Castelo Branco passò problemi giudiziari per l'abbandono della moglie e per adulterio. Durante la lunga incarcerazione, intrisa di nuove e intense letture, ebbe modo di comporre Amor de Perdição ("Amore di perdizione") (1862),  classico esempio di romanzo sentimentale ottocentesco, condotto sulla linea dei coevi capolavori francesi di genere, nel quale evidenzia al meglio la sua personalità artistica e umana spiccatamente romantica.
Durante il 1865-1866, nel corso della  "Questione di Coimbra" (cfr.:Antologia de Textos da Questão Coimbra, ed. por A. Ferreira e M.J. Marinho. Lisboa, 1999), prese le difese dell'anziano e cieco poeta Feliciano Castilho, invero assurto a dittatore delle lettere patrie dopo la scomparsa di Garrett, contro i motivati attacchi a lui portati dal giovane Antero de Quental, a favore del quale si schierarono invece quasi tutti i più giovani nomi della cultura portoghese avviando il rapido percorso di superamento del Romanticismo verso gli orizzonti realistici, ed ateistici, tipici dei decenni successivi di fine Secolo (v. "Generazione del 70" e "Conferenze del Casino" : cfr. Carlos Reis, As Conferencias do Casino .Lisboa, 1990 ). Contemporaneamente, con A Queda de um Anjo, Camilo, cattolico reazionario e monarchico, denunzia le forme di imbarbarimento edonistico cui darebbe luogo la politica liberale portoghese emergente nel proprio tempo. Artisticamente elaborato in forma ironica, qui il suo diniego del parlamentarismo, quale fautore di decadenza dell'ethos sociale, si pone sostanzialmente sulla linea del coevo pensiero fondamentalista iberico di metà Ottocento, auspice l'allora recente riflessione su "Cattolicesimo, liberalismo e socialismo" nell'omonimo Saggio, terminato di elaborare nel 1851, dello spagnolo Juan Donoso Cortés. 
Durante gli anni '70, la pubblicazione della serie di racconti rusticani Novelas do Minho consolidò tuttavia una piccola svolta nello stile letterario di Castelo Branco, visto che l'autore abbandonò le tinte fantasiose e immaginifiche dei primi romanzi per abbracciare sempre più l'indagine approfondita dei costumi popolari, della vita sociale e famigliare degli umili; ricerca che approda a una forma a metà strada tra realismo e idealismo.
Ma l'evoluzione letteraria di Castelo Branco non si fermò qui e lentamente lo scrittore si accostò al nuovo gusto post-romantico, raggiungendo uno dei punti più alti in A Brasileira de Prazins (1882).
Castelo Branco si dedicò costantemente, fin dagli anni '60, alla stesura di trattati storici, biografie e volumi di gustosa critica letteraria, tra i quali si annoverarono Noites de Lamego, Cousas leves e pesadas, Cavar em ruínas, Memórias do Bispo do Grão Pará, Boémia do Espírito, Noites de Imsonia Offerecidas a quem não pôde dormir, Perfil do Marquez de Pombal. Eccellente prova d'autore è la sua originale versione di Le diable amoureux di Cazotte. 
Le liriche di Castelo Branco si caratterizzarono per l'uso di termini criptici e talvolta innovativi, mentre le sue commedie segnano il trionfo del grottesco, evidenziando l'influenza di Gil Vicente.
Negli ultimi anni della sua vita, quando scrive Eusebio Macario e A Brasileira de Prazins, che delineano di certo nella loro esteriore difformità i suoi più problematici personaggi, si accentuano i ricorsi di Camilo all'ironia, al disegno farsesco, invero mai giocosi ma, al fondo, ora virati a malinconia: innesto da un'esistenza di Camilo abbandonata da energia verso altre illusioni da far vivere volonterosamente al proprio cuore e in cui s'eclissano i valori cristiani stessi dei quali si era pur fatto, a suo modo e per decenni durante la sua maturità artistica, difensore  -e sì da radicale sete di vita inappagata e percossa, a causa di sifilide e cecità, la sua ultima violenta decisione a sé demolitrice, il 1 giugno del 1890, poche settimane dopo il suicidio del suo antico amico Julio Cesar Machado, di por fine ai suoi ormai tormentosi giorni.
Un noto storico della civiltà portoghese, Giuseppe Carlo Rossi, ha così sintetizzato,a sottolineare un livello di veridica continuità fra l'opera narrativa di Camilo e quella degli autori dell'età del realismo, l'apporto di Castelo Branco ai valori letterari portoghesi nel corso della seconda metà del secolo Decimonono: "Clamorosa e folgorante, l'arte narrativa di Camilo Castelo Branco, così come era stata silenziosa e operante in profondità quella di Julio Dinis, si accomuna idealmente a quest'ultima per consegnare con essa, alla corrente del romanzo realista nazionale -che si avvia a dare, con Eça de Queirós, uno scrittore di orizzonti e di capacità universali-, una 'documentazione'  umana ed artistica di ampio valore e tutta raccolta, allo stesso tempo, in visuali strettamente e tipicamente locali". 
Georges Le Gentil, che scrive nel 1935, è assai severo sui temi narrativi a sensazione svolti da Castelo Branco, deve tuttavia riconoscergli un merito (non da poco):"nessuno usa la lingua portoghese come lui"; e aggiunge: "come punto d'incontro d'impulsi irresistibili e violentemente contraddittori, Camilo ci appare quale il più rappresentativo e più inquietante degli scrittori della sua generazione. Il problema della sua popolarità, che persiste, merita soprattutto l'attenzione del sociologo".

## Nel cinema
Camilo Castelo Branco è sovente presente nei film di Manoel de Oliveira, lo scrittore viene interpretato quale personaggio in modo complesso e stratificato da attori, in Francisca e Giorno della disperazione. Il suo romanzo è il soggetto del film Amore di perdizione. Mariolina Diana ha scritto che Giorno della disperazione è «l'ennesimo tributo a uno degli scrittori chiave della letteratura portoghese, il "Balzac portoghese" (Cfr. Georges Le Gentil, Robert Bréchon, "Storia della letteratura portoghese", Laterza, Roma-Bari, 1997), che ha fatto della propria vita un esempio di arte romantica, (...)». Camilo Castelo Branco è anche oggetto del documentario di Manoel de Oliveira Famalicão .

## Opere principali
- Anátema (1851)
- Mistérios de Lisboa (1854)
- A Filha do Arcediago (1854)
- Livro Negro de Padre Dinis (1855)
- A Neta do Arcediago (1856)
- Onde Está a Felicidade? (1856)
- Um Homem de Brios (1856)
- Lágrimas Abençoadas (1857)
- Cenas da Foz (1857)
- Carlota Ângela (1858)
- Vingança (1858)
- O Que Fazem Mulheres (1858). Ed. italiana a cura di Ugo Serani, col titolo "Cosa fanno le donne : romanzo filosofico" (Roma, Voland, 2000).
- Doze Casamentos Felizes (1861)
- O Romance de um Homem Rico (1861). Ed. italiana "Il romanzo di un uomo ricco" (Milano, Cogliati, 1902).
- O romance d'um homem pobre (1861)
- Amor de Perdição - Amor di perdizione - (1862) (ISBN 0-85051-509-2). Ed. italiana a cura di Armando Maggi (Palermo, Sellerio)
- Coisas Espantosas (1862)
- O Irônico (1862)
- Coração, Cabeça e Estômago (1862) - Cuore, Testa e Pancia (2018) Ed. italiana a cura di Federico Giannattasio (Bracciano, Tuga Edizioni)
- Estrelas Funestas (1862)
- Um homem de brios (1862)
- Anos de Prosa (1858)
- Aventuras de Basílio Fernandes Enxertado (1863)
- O Bem e o Mal (1863)
- Estrelas Propícias (1863)
- Memórias de Guilherme do Amaral (1863)
- Agulha em Palheiro (1863)
- Amor de Salvação (1864). Ed. italiana col titolo "Ballata Lusitana", Cava de' Tirreni , Marlin, 2008.
- A Filha do Doutor Negro (1864)
- Vinte Horas de Liteira (1864)
- O Esqueleto (1865)
- A Sereia (1865)
- A Enjeitada (1866)
- O Judeu (1866)
- O Olho de Vidro (1866)
- A Queda de um Anjo - Caduta di un angelo (1866)
- O Santo da Montanha (1866)
- A Bruxa do Monte Córdova (1867)
- Os Mistérios de Fafe (1868)
- A Caveira da Mártir (1876)pd
- Novelas do Minho (1875-1877)
- Eusébio Macário (1879)
- A Corja (1880)
- Luiz de Camões: Notas Biographicas (1880)
- A Brasileira de Prazins (1882)
- D. Luiz de Portugal: Neto do Prior do Crato 1601-1660 (1883)

In italiano
- Camilo Castelo Branco, Cuore Testa e Pancia, 1ª ed., Bracciano, Tuga Edizioni, 2018, ISBN 978-88-99321-15-4.